# راوند مخزني
راوند، ريوم أو راوند مخزني  راوند الصيني أو راوندي أو ريم  (الاسم العلمي:Rheum officinale) هو نوع من النباتات يتبع جنس الراوند من الفصيلة البطباطية.